# 1997年のイギリスツーリングカー選手権
1997年のオートトレーダー・RAC イギリスツーリングカー選手権 (1997 Auto Trader RAC British Touring Car Championship) は、イギリスツーリングカー選手権の40年目のシーズン。ウィリアムズ・ルノー・ディーラー・レーシングチームのアラン・メニュがタイトルを獲得した。メニュはシーズンを支配し、シーズン中に12勝の記録を打ち立てた。次点はアウディスポーツ UKのフランク・ビエラであった。3位はメニュのチームメイト、ジェイソン・プラト。インディペンデント・タイトルはロブ・グラヴェットが獲得した。

## 1997年の変更
マニファクチャラーのディフェンディングチャンピオンであるアウディは、1997年も同じドライバーのラインナップを維持し、フランク・ビエラとジョン・ビントクリフで参戦する。アウディは1996年シーズンの大半を支配したため、今シーズンはA4 Quattroに対して更なるウェイトハンデが適用されると発表されていた。そのためシーズン前には目立った論争はなかった。ペナルティはその後オウルトン・パークで30kgに緩和された。ビエラはシーズン中に5勝を挙げて最後までランキング2位と奮闘したが、ルノーの優位性などからタイトルにとって深刻な脅威にはならなかった。ビントクリフはノックヒルで初優勝し、スラクストンで2勝目を挙げてランキング7位となった。
BMWは1997年シーズンは参戦しない。前年がBMWにとってスーパーツーリング時代のワークス参戦最後の年であったことが証明され、ヨアヒム・ヴィンケルホックとロベルト・ラヴァーリアはBTCCから撤退、ドイツ・スーパーツーリング選手権とFIA GT選手権にそれぞれ転向した。
ウィリアムズ・ルノーはラグナでの3シーズン目に入り、1991年チャンピオンのウィル・ホイに代えて、後にBTCCタイトルを2度獲得することとなるジェイソン・プラトを起用した。プラトはエースのアラン・メニュと組むことになる。
TWRが運営するボルボチームは、5勝を挙げたにもかかわらず失望に終わった1996年シーズンの後、1997年に新車を発表、850から洗練された新しいS40に置き換えた。1996年にランキング3位だったリカルド・リデルは、元フォードドライバーのケルビン・バートと再び組む。
プロドライブがアコードを走らせるホンダは、間違いなく1997年の最もエキサイティングなドライバーラインナップを保持していた。ボクスホールから加入したジェームス・トンプソン、そして1994年のBTCCチャンピオンであり元F1ドライバーのガブリエル・タルキーニが復活した日本メーカーのためにドライブする。彼らはニッサンに移籍したデイビッド・レズリーと、1992年のインディペンデントチャンピオンのジェームズ・ケイに代わってシートを得た。
今シーズンは新規参入のワークスチームがあった。昨シーズンはアンディ・ロウズのセミワークスとして参戦していたニッサンは、デイビッド・レズリーとアンソニー・レイドのラインナップで新型プリメーラを投入した。
ボクスホールは1996年シーズンにジェームズ・トンプソンが1勝を挙げただけであったが、1997年は彼に代えてデレック・ワーウィックを起用した。ワーウィックは1995年にアルファロメオでBTCCデビューし、今シーズンはトリプル・エイトが作り上げたベクトラのドライバーおよびチームマネージャーとしてチームに加入した。2度のタイトル獲得経験を持つジョン・クレランドは9年連続でボクスホールをドライブする。
フォードは最新のモンデオを投入することを選択し、ドライバーラインナップもウィル・ホイ、ポール・ラディシッチと手強いものに見えた。ホイはシリーズを撤退したスティーブ・ロバートソンに代わって加入した。車はレイナード・モータースポーツが開発し、ウエスト・サリー・レーシングが運用する。
プジョーは406での2シーズン目に入り、経験豊富なパトリック・ワッツと1992年のチャンピオンであるティム・ハーベイのデュオを維持した。
インディペンデント・チャンピオンシップは何年にもわたって最も激しく争われた。ディフェンディングチャンピオンのリー・ブルックスはトヨタからプジョーに乗り換え、ルーキーのジェイミー・ウォールは1996年にリチャード・ケイが使用したミント・モータースポーツのボクスホール・キャバリエをドライブした。マット・ニールは慣れ親しんだフォード・モンデオをドライブしたが、シーズン半ばに日産・プリメーラに乗り換えた。1990年チャンピオンのロブ・グラヴェットはホンダと共に復帰、1996年は何戦かにスポット参戦した。コリン・ガリーはBMW・318iを走らせた。イアン・ハワードとヤン・ブルンステッドも何戦かにスポット参戦した。

## ツーリストトロフィー
1997年10月18/19日に、ドニントン・パークでツーリストトロフィーがまったく新しい形式で開催された。土曜日の予選セッションでは、2回の20ラップ予選ヒートで第1レースのグリッドを設定し、第2レースのグリッドは最初のレースの逆になった。25ラップ決勝のグリッドは2つのヒートで各ドライバーの総合的なパフォーマンスによって決定された。 